# Phippsiella angustipalma
Phippsiella angustipalma is een vlokreeftensoort uit de familie van de Stegocephalidae. De wetenschappelijke naam van de soort is voor het eerst geldig gepubliceerd in 2000 door Berge & Vader.